# Zalew Czerwona Woda
Zalew Czerwona Woda – zbiornik wodny położony w województwie dolnośląskim w powiecie zgorzeleckim na rzece Czerwona Woda.